# Libnotes (Libnotes) carbonipes
Libnotes (Libnotes) carbonipes is een tweevleugelige uit de familie steltmuggen (Limoniidae). De soort komt voor in het Oriëntaals gebied.